# واصف بطرس غالي
واصف بطرس غالي ولد بالفجالة - القاهرة في 14 أبريل 1878. وهو الابن الثاني لبطرس غالي رئيس وزراء مصر (1908-1910)، تعلم في مدرسة الجزويت بالقاهرة، وحصل على ليسانس الحقوق من فرنسا عام 1904، وبعد عودته من باريس عمل بالمحاماة.
كان حريصا على الوحدة الوطنية بين المسلمين والأقباط، إذ أعلن عقب اغتيال والده عام 1910 أنه حادث فردي ولأسباب سياسية وليس طائفية، ولذلك شجب فكرة عقد مؤتمر قبطي عام 1911، والذي رفضه من قبل والده بطرس غالي قبل اغتياله. وقد رشحه الأقباط لعضوية الوفد برئاسة سعد زغلول للمطالبة باستقلال مصر، وكان أول قبطي ينضم إلى الوفد المصري.
اختير وزيرا للخارجية في أول وزارة شعبية برئاسة سعد زغلول (28 يناير 1924 - 24 نوفمبر 1924)، ثم تولّى نفس المنصب في وزارة مصطفى النحاس الأولى (16 مارس 1928- 25 يونيه 1928)، وكذلك وزارة مصطفى النحاس الثانية (أول يناير 1930- 19 يونيه 1930)، ووزارة مصطفى النحاس الثالثة (مايو 1936- 31 يوليه 1937)، ثم تولّى نفس المنصب في وزارة مصطفى النحاس الرابعة (أول أغسطس 1937- 30 ديسمبر 1937).
توفي واصف بطرس غالي في يناير 1958 م .